# Lista odcinków serialu Niania
Poniżej znajduje się lista odcinków serialu Niania, którego pierwowzorem był amerykański serial pt. Pomoc domowa.
Polska wersja scenariusza jest kopią skryptu wersji amerykańskiej, którego autorami są Peter Marc Jacobson, Robert Sternin i Prudence Fraser. Reżyserem serialu był Jerzy Bogajewicz, a główne role grali Agnieszka Dygant i Tomasz Kot.

## Lista odcinków

### Seria pierwsza
| 1 | Frania                       | 10 września 2005     |
| Frania Maj po utracie pracy w salonie sukien ślubnych, którego właścicielem był jej narzeczony, zostaje akwizytorką kosmetyków. Szukając pierwszych klientów, trafia do domu Maksa Skalskiego – znanego producenta seriali telewizyjnych, który poszukuje niani dla trójki swoich dzieci (Małgosi, Adasia i Zuzi), które niedawno straciły matkę. Myląc Franię z kolejną kandydatką, zatrudnia ją do opieki nad dziećmi. Gościnnie: Wojciech Medyński (chłopak Frani), Marta Saciuk (panna młoda), Marcin Błaszak (Patryk, kelner na przyjęciu), Adam Sztaba (pianista), Zdzisław Sobociński (inwestor) |                              |                      |
| 2 | Przeminęło z dymkiem         | 17 września 2005     |
| Do Frani, która od trzech tygodni pracuje u Skalskich, przychodzi w odwiedziny jej dawna przyjaciółka, Jola, która jest zachwycona bogatym domem pracodawcy koleżanki. Przyjaciółki opowiadają sobie o kolegach z liceum. Podawani za wzór „twardych facetów” źli chłopcy imponują Adasiowi. W szkole dzieci jest organizowany festyn, na który niania chce też zaciągnąć głowę rodziny. Skalski przedkłada jednak sprawy zawodowe nad przebywanie ze swoimi pociechami. Nazajutrz Adaś przynosi ze szkoły uwagę, ponieważ palił papierosa. W pierwszym odruchu Frania chce iść na skargę do Maksa, ale w końcu robi jej się żal chłopca. Tymczasem Maks zmienia zdanie i postanawia iść na festyn, a przy okazji zapytać dyrektora o postępy Adasia w nauce. Niania i jej podopieczny są w pułapce. Prawda wychodzi na jaw. Ojciec jest wściekły, syna wini za palenie, a nianię za ukrywanie prawdy. Frania zwalnia się z pracy, na co Skalski się nie zgadza, bo widzi, że dzieci polubiły nianię. Maks i Frania wspólnie wymyślają karę dla Adasia: idą z nim do domu starców, gdzie przebywa babcia Frani – Apolonia, zagorzała palaczka.                                        |                              |                      |
| 3 | Przebieranki                 | 24 września 2005     |
| Małgosia jest zaproszona na przyjęcie urodzinowe do Anastazji Lubomirskiej. Nie chce tam iść, gdyż jest nieśmiała i paraliżuje ją fakt, że nie ma koleżanek. Frania postanawia jej pomóc, zapraszając wcześniej hrabinę Lubomirską i jej córkę do domu Skalskich. Karolina straszy ją, że zawstydzi Małgosię swoim wyglądem i zachowaniem, więc Frania prosi Maksa i Konrada, aby nauczyli ją być damą. Odmieniona Frania wydaje wytworne, lecz nudne przyjęcie, z którego śmieją się koleżanki Małgosi. Po ostrej rozmowie między Franią i Małgosią niania jest znowu sobą, co przypada do gustu hrabinie Lubomirskiej. |                              |                      |
| 4 | Słodkie potomstwo            | 1 października 2005  |
| Karolina – współpracownica Maksa – jest zazdrosna o Franię, denerwuje ją, że ta zadomowiła się w domu Skalskich i ma dobry kontakt z dziećmi. Maks proponuje Karolinie, aby zabrała całą trójkę do ZOO. Wycieczka okazuje się katastrofą. Dzieciaki opowiadają Karolinie, że Frania jest wspaniałą nianią i lubi się nimi zajmować. Karolina z zemsty mówi, że ich opiekunka robi to wyłącznie dla pieniędzy, co zasmuciło dzieci, zwłaszcza najmłodszą Zuzię. Dziewczynka ucieka z domu i przychodzi do domu Frani, która właśnie razem z matką wybiera się na ślub. Frania rozmawia z małą i przekonuje, że opowieści Karoliny są nieprawdą, bo nikt nie płaci jej za to, by kochała dzieci Maksa. |                              |                      |
| 5 | Stosunki służbowe            | 8 października 2005  |
| Maks, zdenerwowany nieco wścibskim zachowaniem Frani, postanawia wyraźnie oddzielić jej życie prywatne od interesów służbowych. Wkrótce okazuje się, że jest to niemożliwe. Znany aktor, którego Maks chce zaangażować do serialu, stawia niecodzienne wymagania: chce, aby ten zaaranżował mu randkę z Franią. Zmusza to Skalskiego do kapitulacji i rezygnacji z nowo wprowadzonej zasady. Frania, początkowo szczęśliwa z propozycji, wraca z randki mocno rozczarowana. |                              |                      |
| 6 | Retro-niania                 | 15 października 2005 |
| Do domu Maksa przyjeżdża jego dawna niania, Klara Przytyk, która zamiast wspierać dzieci i uczyć je wyrażania emocji chce wprowadzić porządek i dyscyplinę. Maks jest nią zachwycony, bo dzięki jej obecności powraca do idealizowanych czasów dzieciństwa. Przytyk lubi też Karolina oraz kamerdyner Konrad, który kiedyś się w niej kochał. Frania będzie musiała stoczyć nierówną walkę. |                              |                      |
| 7 | Przyzwoitka                  | 22 października 2005 |
| Konrad jest przeziębiony, dlatego Frania daje mu odpocząć i zamawia jedzenie na wynos. Dostawcą okazuje się Patryk – chłopak, z którym Małgosia całowała się kilka dni wcześniej na przyjęciu. Proponuje on Małgosi randkę i pójście do kina. Frania bierze na siebie ciężar rozmowy z Maksem, który nie chce pogodzić się dorastaniem córki. W rezultacie Maks decyduje, że Frania pójdzie z młodymi na randkę w charakterze przyzwoitki. Podczas wyjścia do kina Małgosia jest onieśmielona, natomiast Frania toczy swobodną konwersację z Patrykiem, co doprowadza Małgosię do załamania. Po rozmowie z chłopakiem okazuje się, że chłopak nie miał zamiaru podrywać niani. |                              |                      |
| 8 | Wymyślona przyjaciółka       | 29 października 2005 |
| Zuzia coraz częściej rozmawia z nieistniejącą przyjaciółką, Aurelią. Jest to jeden z powodów, dla których chodzi na psychoterapię. Według Maksa wizyty u specjalisty pomogą dziewczynce lepiej wyrazić emocje. Frania, zaniepokojona stanem Zuzi, uważa, że zamiast leczenia u psychologa dziewczynce przydałoby się od życia więcej przyjemności. Proponuje Zuzi wspólne pieczenie ciasteczek. W pewnym momencie Frania nieopatrznie zjada ciastko, na którym siedzi wymyślona przyjaciółka Zuzi. Po zaaranżowanym „pogrzebie” stan dziewczynki nie ulega poprawie, więc psychoterapeutka Zuzi zaprasza na wizytę Maksymiliana i Franię. |                              |                      |
| 9 | Głębokie gardło              | 5 listopada 2005     |
| Dzieci są przeziębione, więc zmuszają Franię i Konrada do intensywnej, choć nieuzasadnionej ich stanem zdrowia opieki. Niania idzie z Zuzią do lekarza. Okazuje się, że dziewczynka jest już zdrowa, ale niania powinna mieć wycięte migdałki. Wszyscy są przejęci czekającym Franię zabiegiem. Karolina chce zabrać Maksa jako swojego partnera na zjazd absolwentów uczelni. Skalski niespodziewanie postanawia zostać przy niani do końca operacji, więc Karolina musi jechać sama na bal. Przed operacją Frania ma podanego „głupiego Jasia”, pod którego wpływem wyznaje Maksowi miłość. Skalski postanawia z nią porozmawiać na ten temat. Okazuje się, że słowa niani były efektem odurzenia środkiem znieczulającym. Maks jedzie na bal do Karoliny. Konrad i Frania przeziębiają się, a dzieci muszą się nimi opiekować. |                              |                      |
| 10 | Nieoczekiwana zamiana miejsc | 12 listopada 2005    |
| Adam został wybrany na gospodarza klasy. Aby to uczcić, Maks zabiera dzieci do muzeum. Konrad chciałby zostać członkiem Stowarzyszenia Kamerdynerów. Niespodziewanie w domu Skalskich pojawia się matka Frani. Teresa prosi córkę, by pod nieobecność Maksa udawała jego żonę. Chce tym zaimponować swojemu bratu Józkowi i jego córce Marcie. Wizyta rodziny nie przebiega łatwo: goście chcą poznać małżonka i Frania postanawia w tej roli obsadzić Konrada. Wkrótce potem do domu Skalskich przychodzą przedstawiciele Stowarzyszenia Kamerdynerów, którzy chcą orzec, czy Konrad może zostać członkiem ich organizacji. Biorą Konrada za pana Skalskiego. Wtedy pojawia się Maks z dziećmi. |                              |                      |
| 11 | Niech żyje show!             | 19 listopada 2005    |
| Zuzia ma wziąć udział w szkolnym przedstawieniu. Dyrektorka szkoły ma nadzieję, że Maks będzie reżyserował przedstawienie, ale ten się wykręca i poleca Franię. Szybko jednak zdenerwowany jej nieprofesjonalnym podejściem, sam zabiera się za reżyserowanie. Chce zrobić z Zuzi gwiazdę, do czego jednak nie ma ona ani serca, ani talentu. Frania ma pretensje do Maksa, że za dużo wymaga od Zuzi. Ten upiera się przy swoich metodach, ale szybko okazuje się, że nie miał racji. Gościnnie: Zofia Czerwińska (dyrektorka szkoły) |                              |                      |
| 12 | Miejsce na cmentarzu         | 26 listopada 2005    |
| Teresa postanawia obdarować Franię miejscem na cmentarzu. To prezent od niej na 30. urodziny córki. Jednocześnie jest to chytry spisek, który ma na celu poznanie Frani z właścicielem zakładu pogrzebowego, Markiem. Nieoczekiwanie intryga okazuje się całkiem skuteczna: Frania zaczyna spotykać się z Markiem. Maks jest z tego powodu bardzo nieszczęśliwy, Adam i Zuzia również. Tylko Małgosia dzieli szczęście Frani, ponieważ sama jest zakochana w koledze ze szkoły. Niespodziewanie Marek odsłania swoje drugie oblicze przed Franią – chce zostać klaunem. Frania ma go dość. Małgosia też przeżywa zawód miłosny. Tylko Maks jest w siódmym niebie i kwitnie. |                              |                      |
| 13 | Między nami modelkami        | 3 grudnia 2005       |
| Do Maksa przyjeżdża jego dawna miłość, Maria. Ma mu pomóc w przekonywaniu sponsorów do najnowszego filmu. Maks liczy też trochę na powrót dawnych uczuć. Wszyscy są oczarowani Marią – piękną, znaną i bogatą modelką. Kiedyś była wzorem dla Frani, teraz staje się nim dla Małgosi, której obiecuje wielką karierę w świecie mody. Gościa nie znosi tylko Konrad, który wciąż pamięta, jak Maks cierpiał po jej odejściu. Wkrótce do Marii zraża się też Frania, która widzi, jak bezwzględna jest jej dawna idolka. Pierwsze niepowodzenia w świecie mody są dla Małgosi prawdziwą tragedią, Maria nie wspiera jej jednak, ale swoimi komentarzami wpędza w jeszcze większe kompleksy. Zapomina również o obiecanej Maksowi wyprawie do Międzyzdrojów i ponownie opuszcza go bez pożegnania. Małgosia znowu widzi, że to nie osoby z wielkiego świata, ale Frania może być jej najlepszą przyjaciółką. |                              |                      |
| 14 | Rodzinne przepychanki        | 17 grudnia 2005      |
| W domu Skalskich zapchała się rura i Maks zgodził się, aby wezwano na pomoc hydraulika, wuja Frani. W międzyczasie Frania zgadza się wstawić za Małgosią, której Maks zabronił iść na urodziny koleżanki, obawiając się, że będzie się tam całować z chłopakami. Wuj hydraulik przyszedł z wnuczką Majką, którą Frania niespodziewanie zastaje pod prysznicem całującą się z Adasiem. Maks dowiaduje się o poczynaniach syna i nie wścieka się, ale jest z niego dumny. Frania chce to wykorzystać i jeszcze raz spróbować przekonać go, aby puścił Małgosię na imprezę. Sytuację komplikuje fakt, że niechcący przyłapuje samego Maksa pod prysznicem. |                              |                      |
| 15 | Wymarzona wigilia            | 24 grudnia 2005      |
| Na Święta Maks wyjeżdża z Karoliną do Wrocławia, by poprowadzić koncert charytatywny. Frania jest oburzona, że dzieci spędzą Wigilię bez ojca. Jej zdumienie wzrasta, gdy dowiaduje się, że co roku prezenty pod choinkę małym Skalskim kupowała asystentka Maksa. Niania przekonuje Maksa, że najważniejsze są prezenty od serca, a więc kupione osobiście. Tymczasem dowiaduje się od Konrada, że jak co roku pan Skalski przekaże personelowi premie pieniężne. Na konto swej przyszłej wypłaty Frania kupuje dzieciom prezenty. Maks posłuchał jej rady i zamiast gotówki Frania otrzymuje prezent „od serca” – antyczny wazonik. Aby spłacić debet, niania zastawia prezent w lombardzie. Jednak gdy dowiaduje się, jak wielkie znaczenie Maks przywiązuje do tego przedmiotu, chce go wykupić, tyle że wazonik kosztuje teraz drożej. Zastawia więc zegarek-pamiątkę po prababci. Maks dowiaduje się o wszystkim. Postanawia zegarek wykupić. Niestety, okazuje się, że wykupuje nie ten, co trzeba, przy okazji siada na wazoniku, raniąc sobie pośladki. Choć Wigilia odbywa się w szpitalu, jest to najszczęśliwsza Wigilia Skalskich, bo po raz pierwszy spędzona wspólnie. |                              |                      |

### Seria druga
| 1 (16) | Nie będę Julią                | 4 marca 2006     |
| Do Maksa przychodzi jego znajomy reżyser teatralny. Ryszard zamierza wystawić „Romea i Julię” i poszukuje odtwórczyni głównej roli. W oko wpada mu Frania, która jest zachwycona perspektywą grania na scenie. Maks stara się ją przekonać, że nie ma talentu, co przynosi odwrotny skutek. Maks jest niepocieszony, tym bardziej że bez niani w domu panuje bałagan. Przypadkowo Karolina dowiaduje się, że Ryszard zatrudnił nianię tylko dlatego, żeby jego przedstawienie odniosło klapę. Jest mu to potrzebne do rozliczeń finansowych. Niania wraca do domu bogatsza o nowe doświadczenia, ale i Maks uświadamia sobie ważną prawdę – że bez Frani jego dom już nie taki sam. |                               |                  |
| 2 (17) | Wymarzone wakacje             | 11 marca 2006    |
| Za namową dzieci, Maks dochodzi do wniosku, że wszystkim przyda się mały odpoczynek. Postanawia zabrać dzieci i Franię na wczasy. Również Karolina bierze urlop i zamierza wyjechać z tajemniczym senatorem. Niestety w drodze na lotnisko okazuje się, że z powodu śnieżycy wszystkie drogi, mosty oraz samo lotnisko są zamknięte. Skalscy, Frania, Karolina oraz Konrad znajdują schronienie w domu Teresy Maj. Przygotowując posiłek, Frania przypadkowo znajduje w zamrożonym kurczaku liścik rzeźnika do Teresy. Podejrzewa swoją matkę o romans. |                               |                  |
| 3 (18) | Przerwijcie ślub, ja wysiadam | 18 marca 2006    |
| Do Maksa przyjeżdża jego siostra Joanna wraz z nowym przyjacielem – angielskim dyplomatą Nigelem. Ku zdumieniu Maksa Joanna oświadcza, że są z Nigelem zaręczeni. Podekscytowana Frania wpada na pomysł, żeby wesele urządzić w domu Skalskich. Maks przyjmuje ten pomysł z entuzjazmem. Przygotowania ruszają pełną parą. Pojawia się jednak problem. Joanna bardzo interesuje się Jakubem – jej prywatnym szoferem. Frania zmienia front i robi wszystko, żeby nie dopuścić do ślubu. |                               |                  |
| 4 (19) | Materialistka                 | 25 marca 2006    |
| Frania spotyka na przyjęciu Ankę, swoją dawną koleżankę z Pragi, która zrobiła karierę dzięki małżeństwu z bogatym mężczyzną i jest teraz wielką damą. Anka namawia Franię na randkę z przyjacielem męża, równie zamożnym biznesmenem Waldemarem. Frania początkowo opiera się, ale w końcu postanawia spróbować. Niestety, okazuje się, że Waldemar, jakkolwiek miły, dowcipny i niewiarygodnie bogaty, ma siedemdziesiąt lat. Frania, mimo różnicy wieku, daje się zaprosić na podróż do Paryża. |                               |                  |
| 5 (20) | Oda do Kayah                  | 1 kwietnia 2006  |
| W odwiedziny do Skalskich przychodzi ojciec Karoliny, Witold. Mężczyzna zaprzyjaźnia się z Franią i zaprasza ją na koncert Kayah, która jest wielką idolką niani. Karolina udaje, że przyjaźń Frani i Witolda nic ją nie obchodzi, ale tak naprawdę jest bardzo zazdrosna. Na dodatek przyłapuje ich w momencie przyjacielskiej serdeczności, którą odbiera jako zaloty. Konrad sugeruje Karolinie, że Frania może zostać jej macochą. Zachęcony rozmową z Franią Witold zabiera na koncert Karolinę. Na dowód wdzięczności za pomoc w naprawieniu relacji z córką, po koncercie Witold wraca do Skalskich w towarzystwie Kayah. |                               |                  |
| 6 (21) | Niania porywaczka             | 8 kwietnia 2006  |
| Na zatłoczonym przystanku Frania chce pomóc kobiecie, która ma pod opieką kilkoro dzieci i mnóstwo tobołków. Kobieta daje jej do potrzymania niemowlę, ale porwana przez tłum znika w tramwaju, zanim Frania zorientuje się, że została na ulicy z obcym dzieckiem w ramionach. Cała rodzina Skalskich jest zauroczona niemowlęciem. Nagle pojawiają się kłopoty – w telewizji ukazuje się portret pamięciowy Frani i informacja, że niania porwała dziecko. |                               |                  |
| 7 (22) | Każdy potrzebuje babci        | 15 kwietnia 2006 |
| Dom opieki społecznej w którym mieszka babcia Frani – Apolonia zostaje zamknięty z powodu tępienia termitów. Teresa wpada na pomysł, żeby babcia na kilka dni zamieszkała w domu Skalskich. Frania przekonuje Maksa do pomysłu, argumentując, że dzieciom przyda się kontakt z babcią. Problem zaczyna się wtedy gdy Małgosia po rozmowie z Apolonią udaje się na randkę. Frania i Maks podejrzewają, że babcia poradziła dziewczynce by ta „poszła na całość”. |                               |                  |
| 8 (23) | Frania numer dwa              | 22 kwietnia 2006 |
| Po feriach wielkanocnych dzieci idą do szkoły. W podstawówce Adasia rozpoczynają się zajęcia na basenie, co przysporzy chłopcu nowych, krępujących problemów, z których zwierza się Frani. Tymczasem Maks po raz pierwszy daje się namówić na wieczorne wyjście do klubu, gdzie poznaje bardzo podobną do Frani – Hanię. Niania cieszy się z jego szczęścia, za to Konrad usilnie sugeruje Maksowi, że zadowala się tylko imitacją Frani. |                               |                  |
| 9 (24) | Zabójcze paluszki             | 29 kwietnia 2006 |
| Maks ma swą pierwszą premierę filmową. Aby dostać świetne recenzje, Karolina chce dotrzeć do najbardziej poważanego z krytyków. Wykorzystuje do tego Zuzię, która chodzi na zajęcia z synem krytyka. Chłopak jest naprawdę nieznośny. Podczas wspólnego spaceru dokucza Zuzi. Frania karci go i lekko uderza bagietką. Krytyk jest oburzony, zjawia się w domu Skalskich i żąda przeprosin. Dochodzi do awantury. Nawet pyszne paluszki przygotowane przez Konrada nie pomagają. Maks jest przekonany, że jego film zostanie „zjechany”. |                               |                  |
| 10 (25) | Wybór Frani                   | 6 maja 2006      |
| Frania dowiaduje się, że jej były chłopak, Daniel Jarosiński, rozstał się ze swoją dziewczyną. Za namową koleżanki Jolki postanawia odwiedzić go w swoim starym miejscu pracy, salonie sukien ślubnych. Niespodziewanie jej odwiedziny kończą się gorącymi pocałunkami i oświadczynami ze strony olśnionego Daniela. Frania nie wie, co zrobić. Przyjąć oświadczyny i wyjść za mąż, ale rozstać się z rodziną Skalskich, albo odrzucić oświadczyny, z perspektywą zostania starą panną. Frania, naciskana przez matkę, godzi się na oświadczyny, ale wątpliwości jej nie opuszczają. |                               |                  |
| 11 (26) | Pani od WF-u                  | 13 maja 2006     |
| Frania zastaje Małgosię siedzącą w domu, chociaż powinna być w szkole. Małgosia symuluje "przypadłości kobiece", żeby się wymigać od zajęć WF-u. Frania opowiada o swej strasznej nauczycielce i radzi Małgosi by stawiła czoła swym lękom. To samo radzi Maksowi, który boi się telewizyjnej gwiazdy zatrudnionej przy swej nowej produkcji. Gwiazdor dał kiedyś Maksowi – jako swemu asystentowi – nieźle w kość. Frania sama jest jednak mocno przerażona, gdy okazuje się, że jej dawna sroga nauczycielka WF-u uczy teraz córkę Skalskiego! |                               |                  |
| 12 (27) | Kokosy z wisienki             | 20 maja 2006     |
| Mama Frani, Teresa, postanawia wraz z koleżankami zainwestować ich wspólną wygraną loteryjną w nowy film Skalskiego. Maksowi bardzo zależy na tym projekcie, ale wygrana Teresy nie wystarczy. Próbuje zainteresować nim bogatego przedsiębiorcę, Lucjana Furmana. Niestety, okazuje się, że Karolina spiesząc do domu Skalskich znokautowała przyszłego inwestora, walcząc z nim o taksówkę. Aby go nie stracić, Frania postanawia udawać Karolinę. Furman okazuje się być wielkim kobieciarzem i bardziej interesuje go niania niż film Skalskiego. |                               |                  |
| 13 (28) | Nie pamiętam mamy             | 27 maja 2006     |
| Co roku w Dzień Matki Maks wymyśla dla dzieci mnóstwo atrakcji, aby odciągnąć ich myśli od zmarłej Anny. W tym roku wymyślił wyjazd do klubu myśliwskiego pod Warszawą. Okazuje się jednak, że w klubie odbywa się konkurs piękności z okazji Dnia Matki. Frania namawia Maksa, aby zgodził się, żeby wzięły w nim udział razem z Zuzią. W czasie konkursu Zuzia musi przyznać, że Frania nie jest prawdziwą mamą, co doprowadza do wzruszającej sceny między dziewczynką a Maksem, w czasie której Maks zdaje sobie sprawę, że nie powinien starać się wymazać z pamięci dzieci zmarłej matki. |                               |                  |
| 14 (29) | Scenarzysta                   | 3 czerwca 2006   |
| Adaś jest wyjątkowo niedobry dla swojej mało atrakcyjnej koleżanki z klasy – Łucji. Frania, robi mu z tego powodu moralne wyrzuty. Traci siłę argumentacji, kiedy przypadkowo spotyka na przystanku autobusowym dawnego kolegę ze szkolnej ławy. Jak się okazuje, Feliks – obecnie taksówkarz, był dręczony przez Franię w latach szkolnych. Przez co do dziś ma problemy z osobowością. Targana wyrzutami sumienia Frania idzie z Feliksem na randkę, na której on się jej oświadcza. Ponieważ Frania odmawia, Feliks chce popełnić samobójstwo. Jedynym sposobem by odwieźć go od tego zamiaru jest zmuszenie Maksa, by zainteresował się napisanym przez Feliksa amatorskim scenariuszem filmowym. |                               |                  |
| 15 (30) | Klątwa Czerwonego Kapturka    | 10 czerwca 2006  |
| Zbliża się Pierwsza Rocznica podjęcia pracy przez Franię. Małgosia i Adam szukają dla niej prezentu, a Maks prosi Franię, by była w domu w dniu rocznicy. Frania jest pewna, że Maks szykuje dla niej prezent, natomiast on nie pamięta, z czym jest związana ta data i tego wieczoru wybiera się do Krakowa po odbiór nagrody Kryształowego Łabędzia. W międzyczasie Frania opiekuje się zastępem zuchów-Czerwonych Kapturków (z klasy Zuzi) jako druhna zastępowa. Zabiera dziewczynki do Domu Pogodnej Starości, gdzie mieszka babcia Apolonia. Dziewczynki mają przydzielone „swoje” babcie, lecz, niestety, „babcia” Zuzi niespodziewanie opuszcza ziemski padół. Zuzia ma kryzys bycia zuchem z tego powodu – Frania namawia ją do zaopiekowania się inną babcią. Dziewczynka zgadza się, lecz – przy kolejnej wizycie – wybrana babcia też przenosi się na łono Abrahama. Na szczęście babcia Apolonia przerywa pechową passę i zgadza się być adoptowaną babcią dla Zuzi. Tymczasem nadchodzi wieczór Rocznicy. Frania jest śmiertelnie obrażona na Maksa, że zlekceważył ten Wielki Dzień, ale nie tłumaczy mu tego wprost. Dopiero Konrad uświadamia Maksowi, co jest grane. Maks, aby naprawić swój błąd, dziękuje Frani z ekranu telewizora, podczas odbierania nagrody. Karolina mdleje na scenie i tłucze Kryształowego Łabędzia. Ostatecznie wszystko dobrze się kończy. |                               |                  |

### Seria trzecia
| 1 (31) | Gdzie jest Edyta?        | 9 września 2006      |
| W domu Skalskich pojawia się znana osobistość owinięta w bandaże. Gość ma w spokoju dość do zdrowia po operacji twarzy, którą przeszła po nieszczęśliwym wypadku. Maks nie zdradza tożsamości gościa reszcie domowników w obawie, że Frania wszystkim ją ujawni. Niania w końcu dowiaduje się, że gościem jest Edyta Górniak. Tajemnicę poznaje nie tylko Frania, ale... wszystkie media. |                          |                      |
| 2 (32) | Strajk                   | 16 września 2006     |
| Zbliża się premiera najnowszego filmu Maksa pt. Bunt kasjera. Film opowiada o nieludzkim traktowaniu pracowników przez pracodawców. W domu panuje podniosła atmosfera, a Frania i Konrad prześcigają się w schlebianiu łasemu na komplementy Maksowi. Premierowy pokaz filmu zbiera doskonałe recenzje. Tuż pod wejściem do hotelu, gdzie ma się odbyć popremierowy bankiet, trwa strajk kelnerów. Frania, której bardzo zależało na uczestniczeniu w imprezie, nie chce przejść przez kawalkadę strajkujących. Jest nieczuła na wszelkie racjonalne argumenty Maksa. W końcu zniecierpliwiony jej uporem na siłę ciągnie ją w kierunku drzwi. W tym momencie otacza ich tłum fotoreporterów. Zdjęcie Maksa i szamoczącej się Frani trafia na okładki gazet z podtytułem: „Problemy Skalskiego z pracownikami”. Bohaterów skandalu zaprasza do swojego talk-show Ewa Drzyzga. Karolina namawia Maksa, żeby się zgodził, mając nadzieję, że uda jej się raz na zawsze publicznie skompromitować Franię. |                          |                      |
| 3 (33) | Chłopak na opak          | 23 września 2006     |
| Maks zamierza nakręcić nowy serial. Poszukuje odtwórcy głównej roli – rówieśnika Adasia. Karolina z Franią radzą mu zatrudnić Jurka Włodeczko – bohatera popularnego serialu tv „Chłopak na opak”. Jurek wprowadza się do domu Skalskich. Początkowo Frania jest nim zachwycona. Szybko odkrywa jednak, że Włodeczko to typowa gwiazda: ma swoje humory, jest arogancki, stara się zachowywać jak dorosły i myśli, że wszystko można kupić. Frania stara się go przekonać, jak ważne jest prawdziwe, nieskażone sławą i pieniędzmi dzieciństwo. Jurek przyznaje jej rację i rezygnuje z kontraktu ze Skalskim, czym wprowadza we wściekłość Maksa i Karolinę. Teraz Frania ma przekonać Jurka, że gwiazdorstwo jednak nie jest takie złe. |                          |                      |
| 4 (34) | Czarodziej parkietu      | 30 września 2006     |
| Karolina usiłuje nakłonić Maksa do zakupu nieruchomości – letniskowego domku w Sopocie. Maks nie jest przekonany do tej inwestycji, bo jak twierdzi brakuje mu opinii dobrego doradcy finansowego. Tymczasem Frania wybiera się wraz z Zuzią na zakupy do delikatesów spożywczych, gdzie poznaje Igora – bardzo przystojnego i atrakcyjnego mężczyznę. Maks nie szczędzi sobie złośliwostek na temat nowej „sklepowej” znajomości Frani, ale tylko do momentu gdy osobiście poznaje Igora. Okazuje się, że mężczyźni nadają na tych samych falach i od razu wyjątkowo przypadają sobie do gustu. Niestety dla Frani ma to dość przykre skutki, gdyż Igor kompletnie traci nią zainteresowanie na rzecz pana domu. |                          |                      |
| 5 (35) | Piwnica namiętności      | 7 października 2006  |
| W domu Maksa Skalskiego ma się odbyć przyjęcie-niespodzianka z okazji 50. urodzin Teresy, matki Frani. Maks i Karolina umówieni są na przyjęcie u krytyka Kogutka w Gdyni. Wybierają się w podróż pociągiem. Karolina jest z tego powodu niezwykle podekscytowana: będzie w przedziale sam na sam z Maksem, przez całą noc! Tuż przed wyjściem z domu Karolina postanawia zabrać z piwniczki Skalskich butelkę dobrego wina na drogę. Tymczasem klamka w piwnicznych drzwiach odpada i Karolina zostaje uwięziona pod ziemią. Na szczęście Frania również schodzi do piwniczki po wino – niestety, feralne drzwi zatrzaskują się również za nią. Tymczasem Maks wraca do domu z dworca, nie doczekawszy się na Karolinę. W międzyczasie w piwnicy dochodzi do niezwykłych wyznań; ma też miejsce nietypowy seans fryzjerski. |                          |                      |
| 6 (36) | Lekcja odpowiedzialności | 14 października 2006 |
| Frania proponuje, żeby Małgosia zaczęła pracować. Początkowo sceptyczna wobec tego pomysłu Małgosia po kilku dniach jest zachwycona pracą w szpitalu. Niestety pewnego wieczoru nie może iść na dyżur, gdyż ma randkę. Prosi Franię o zastępstwo. "Pielęgniarka" Frania będzie musiała stawić czoła poważnemu zadaniu, bowiem na oddział przywożą pacjenta, którym okazuje się... Maks! |                          |                      |
| 7 (37) | Testament                | 21 października 2006 |
| Maks wspomina, że ma wizytę u lekarza. Potem pyta Franię, czy nie chciałaby nadal być nianią w przypadku jego śmierci. Całości dopełnia znaleziona na stole w kuchni dieta opracowana przez Polskie Towarzystwo Kardiologiczne. Frania jest pewna, że jej pracodawca jest ciężko chory. Czuje się prawie jak przyszła wdowa, więc zaczyna obmyślać z Jolą szczegóły pogrzebu. Tymczasem na kolację do Skalskich przychodzi biznesmen, który być może zainwestuje w najnowszy serial Maksa. W trosce o serce tego ostatniego Frania odmawia mu jakichkolwiek niezdrowych potraw, czym wywołuje ogólne zamieszanie. |                          |                      |
| 8 (38) | Łabędzi śpiew            | 28 października 2006 |
| Frania przygarnia pod gościnny dach Skalskich swoją siostrę Lidkę. Lidkę właśnie porzucił mąż, a Frania chciałaby jej jakoś pomóc. Pretekstem do sprowadzenia Lidki staje się niezwykły zbieg okoliczności: z zespołu aktorskiego wycofuje się aktor śpiewający i Maks musi szybko znaleźć następcę. Niespodziewanie Konrad ujawnia swój niezwykły talent wokalny i, aby się dobrze przygotować do przesłuchania przed sponsorami, musi ćwiczyć głos. Ponieważ Lidka świetnie gotuje, zaczyna go zastępować. Pojawienie się Lidki odświeża stare waśnie między siostrami: dochodzi do gorszących kłótni, bójek, a w końcu do dramatycznej sceny w samej bieliźnie w sypialni Maksa! Frania postanawia pozbyć się siostry i wzywa jej męża, Cezarego. |                          |                      |
| 9 (39) | Miłość i prawa ręka      | 4 listopada 2006     |
| Zuzia pisze list do Bogusława Kaczyńskiego. Tymczasem Maks ma poważny problem: jak namówić znanego pisarza do współpracy właśnie z nim, a nie z innym, słynnym producentem, Lucjanem Klemensem Piekarczukiem. Frania wpada na pomysł: ponieważ pisarz jest słynnym playboyem, trzeba go umówić z atrakcyjną kobietą. Zdesperowany Maks zgadza się na wszystko. Kolacja z pisarzem przebiega świetnie. Wszyscy czekają na przybycie umówionej tajemniczej kobiety, którą okazuje się być babcia Apolonia! Maks i Karolina wpadają w rozpacz, jednak niespodziewanie pisarz zakochuje się w Apolonii i podpisuje kontrakt z Maksem. Następnego dnia Apolonia wyjawia, że pisarz ma „blokadę pisarską” od dwudziestu lat. Maks jest przerażony, że posiada kontrakt na scenariusz, który nigdy nie zostanie ukończony. Frania namawia Apolonię, aby rzuciła pisarza, wtedy on zerwie kontrakt z Maksem. Tak się dzieje. Następnego dnia Karolina obwieszcza, że pisarz podpisał kontrakt ze słynnym producentem Piekarczukiem, a scenariusz został przez niego dokończony w jedną noc: co jest skutkiem zawodu miłosnego.                                                                             |                          |                      |
| 10 (40) | To jest napad            | 11 listopada 2006    |
| Maks odziedziczył właśnie fragment oryginalnego listu Adama Mickiewicza. Zamierza podarować go Muzeum Narodowemu. O tym szlachetnym geście piszą wszystkie gazety, Maks jest bardzo z siebie dumny. W międzyczasie prosi Franię, która właśnie idzie po okulary dla Adasia, o kupienie kilku rzeczy z listy, która leży na jego biurku. Frania jednak zamiast listy z zakupami chowa do torebki list Mickiewicza. Podczas spaceru przez park złodziej wyrywa Frani torebkę i razem z nią cenny list. Frania jest przerażona, zaczyna mieć manię prześladowczą. Maks jest wściekły, przez Franię zaginął list Mickiewicza. Jego wściekłość pogłębia fakt, że prowadzącym sprawę kradzieży jest przystojny macho Inspektor Ryś, który podoba się Frani. Na szczęście Opatrzność czuwa nad Franią, ona i Maks przypadkiem spotykają złodzieja w parku, który zwraca im oryginał Mickiewicza. Aby zadośćuczynić Frani, złodziej podarowuje im bilety do teatru na „Dziady”. Po przedstawieniu Frania i Maks wracają do domu w dobrym nastroju, ale romantyczny moment, w czasie którego prawie że dochodzi do pierwszego pocałunku, przerywa niemiła niespodzianka... dom Skalskich został okradziony. |                          |                      |
| 11 (41) | To tylko przyjaźń        | 18 listopada 2006    |
| Zuzia ma nowego kolegę, Maciusia, który przychodzi w odwiedziny do Skalskich ze swoją nianią: przystojnym Tomkiem. Na jego widok Frania jednak nie wpada w typową dla siebie euforię, bo twierdzi, że Tomek jest gejem. Przekonuje o tym całą rodzinę Skalskich. Frania zaprzyjaźnia się z Tomkiem i czuje się dobrze w jego towarzystwie do tego stopnia, że zaprasza go do swojego pokoju, gdzie w samej bieliźnie prezentuje mu swoje najnowsze zakupy. Tomek jednak okazuje się hetero i wyznaje swoje uczucia w stosunku do Frani. Ta, początkowo przerażona swoją pomyłką, zaczyna umawiać się z Tomkiem. Maks robi się bardzo zazdrosny, choć stara się to ukryć. |                          |                      |
| 12 (42) | Kanasta                  | 2 grudnia 2006       |
| Maks ma pretensję do Adasia, że zbyt wiele czasu spędza przed telewizorem oglądając seriale. Dochodzi do wniosku, że najwyższy czas aby jego syn, zajął się jakimś sportem drużynowym. Frania zabiera Adasia na Pragę żeby pograł sobie w osiedlową piłkę nożną. Niestety Adaś dość szybko zostaje kontuzjowany i rezygnuje z gry. Razem z Franią odwiedzają jej dom rodzinny, gdzie właśnie Apolonia i Teresa grają w kanastę. Jak co roku przygotowują się do wyjazdowego turnieju amatorskich drużyn w Sopocie. Okazuje się, że Adaś ma wybitne zdolności do gier karcianych. Maks nie chce słyszeć o nowym hobby syna, które wydaje mu się zbyt kobiece. Tymczasem Adaś okazuje się tak dobry, że Teresa z Apolonią postanawiają przyjąć go do swojej drużyny, jednocześnie pozbywając się z niej Frani. |                          |                      |
| 13 (43) | Zabierz to futro         | 9 grudnia 2006       |
| Małgosia postanawia bronić praw zwierząt. Prosi Maksa o zgodę na pójście na nocne czytanie poezji organizowane przez ekologów. Maks nie zgadza się, co wywołuje bunt dziewczyny. W międzyczasie Frania dziedziczy futro z norek, ale mimo nacisków Teresy nie chce go przyjąć właśnie ze względu na Małgosię. Teresa obraża się na Franię, ale na szczęście Maks przychodzi swojej niani z pomocą i zaprasza ją na obiad. Frania godzi się z matką, a Małgosia ostatecznie namawia Franię, aby przyjęła futro i nie raniła Teresy. |                          |                      |
| 14 (44) | Rąbnięta owca            | 16 grudnia 2006      |
| Z powodu remontu domu Karoliny, jej Futrzak trafia na kilka dni do Skalskich. Pies sprawia mnóstwo zamieszania: wszystko gryzie, zjada i załatwia swoje potrzeby w różnych miejscach. Tymczasem Karolina informuje wszystkich, że Maks będzie robił serial „Rąbnięta Owca” z kukiełką owcy w roli głównej. Jednak niesforny Futrzak porywa kukiełkę i zjada ją. Na jej miejsce powstaje nowa, uszyta przez Franię. Zrozpaczona aktorka, która użyczała jej głosu, nie chce zaakceptować nowej owcy, ponieważ zżyła się z poprzednią. Na szczęście prawdziwa kukiełka zostaje odnaleziona przez Konrada w koszu na brudne ubrania. Owca po przejściach nie ma ochoty na dalszą współpracę. Jednak Frania znajduje na nią sposób: roztacza wizję konkurencyjnego filmu z Miss Piggy w roli głównej. Wtedy Rąbnięta Owca godzi się na współpracę i wszystko kończy się dobrze, wręcz wspaniale. |                          |                      |
| 15 (45) | Dziewczyny nie płaczą    | 23 grudnia 2006      |
| Frania dostaje zaproszenie na bal absolwentów swojego liceum. Niestety nie ma z kim pójść, co bardzo ją martwi. Jest przekonana, że jej wszystkie koleżanki przyjdą z mężami albo chłopakami. Ani Maks, ani Konrad nie dają się namówić na bal. Tymczasem Teresa Maj postanawia zrobić porządki w piwnicy zagraconej rzeczami córki. W pudle znajduje starą gazetę, a w niej kupon na randkę z liderem znanej grupy. Choć kupon ma prawie dwadzieścia lat, Frania postanawia go zachować, a dzieci – wysłać! Frania wygrywa randkę i jest uratowana, bo ma z kim iść na bal absolwentów. Jednak gwiazdor jest na balu tylko przez chwilę i wychodzi akurat wtedy gdy pojawia się największa szkolna rywalka Frani. Niania jest przerażona, że będzie musiała tłumaczyć jej dlaczego przyszła sama, ale wtedy pojawia się Maks. |                          |                      |

### Seria szósta
| 1 (76) | Młodszy brat Maksa            | 1 marca 2008     |
| Do Skalskich przyjeżdża z Paryża młodszy brat Maksa, Aleks, przystojny lekkoduch. Maks pracuje i nie ma czasu zająć się bratem, więc prosi Franię o przysługę. Aleks oświadcza się Frani i chce ją zabrać ze sobą do Paryża. Planują spotkanie na dworcu, ale Frania waha się, przypominając sobie wzruszające momenty spędzone z Maksem. |                               |                  |
| 2 (77) | Tatuaż                        | 8 marca 2008     |
| Małgosia chce sobie zrobić tatuaż. Musi przekonać Maksa do tego pomysłu i prosi Franię o pomoc. Niania zdecydowanie odmawia, ale gdy wychodzi na jaw, że sama też ma tatuaż, w końcu się zgadza. Niestety, o sprawie dowiaduje się Teresa, która nalega, żeby Frania usunęła tatuaż, ponieważ, jej zdaniem, taka ozdoba źle się kojarzy. Grożąc wydziedziczeniem, zmusza Franię do pójścia na konsultację do chirurga plastycznego. Frania postanawia najpierw wykorzystać tatuaż do własnych celów. Planuje rodzinny weekend nad morzem, gdzie będzie miała okazję odsłonić tatuaż i pokazać się Skalskiemu w całej krasie. |                               |                  |
| 3 (78) | Kryzys wieku średniego        | 15 marca 2008    |
| Maksa dopada w kryzys wieku średniego. Zaczyna się odmładzać, zmienia strój, styl bycia i kupuje Porsche. Frania próbuje namówić go na terapię, ale ponieważ nic z tego nie wychodzi, postanawia wziąć sprawy w swoje ręce i pokazuje Maksowi, że ma on wiele powodów do radości. |                               |                  |
| 4 (79) | Miss Turbo                    | 22 marca 2008    |
| Maks Skalski z Karoliną organizują imprezę dobroczynną. Zaśpiewa na niej siostra Justyny Steczkowskiej – Magda, która świetnie potrafi ją naśladować. Spotkanie z Magdą okazuje się dla Frani wielkim przeżyciem. Małgosia, która marzy o samochodzie, namawia Nianię do udziału w konkursie „Miss Turbo”, w którym można wygrać auto. Jednym z zadań konkursowych będzie rajdowa jazda próbna. Frania, która dawno nie siedziała za kierownicą, postanawia podszkolić swoje umiejętności w Porsche Maksa. Podczas jazdy dowiaduje się, że będzie miała okazję odwiedzić Justynę Steczkowską w jej domu. Z radości traci panowanie nad autem, rozjeżdża zająca i popada w depresję. Złe samopoczucie nie przeszkadza Frani wziąć udziału w konkursie piękności, w którym fuksem zalicza kolejne konkurencje. Kiedy wsiada do samochodu, szykując się do sportowej jazdy, widzi wiszącą na lusterku tzw. „zajęczą łapkę” i dostaje ataku histerii. Maks, chcąc pocieszyć Franię, zabiera ją do domu Justyny Steczkowskiej.                                            |                               |                  |
| 5 (80) | Huragan                       | 29 marca 2008    |
| Zbliża się długi weekend. Frania rezygnuje z majówki w towarzystwie rodziny Skalskich i postanawia spędzić go wspólnie z Jolką w Chałupach. Maks nie jest zadowolony z decyzji Frani i próbuje przekonać ją do zmiany planów, kusząc wycieczką do Egiptu. Niania nie zamierza jednak zmieniać swoich planów. Frania i Jolka docierają do Chałup. Ich uwagę przyciągają nie nadmorskie widoki, ale zgrabne ciało właściciela wynajmowanej przez nie kwatery. Tymczasem nad Bałtyk nadciąga sztorm. Dziewczyny nie chcą marnować urlopu, postanawiają więc nie dać się wichurze i wytrwale „plażują” na tarasie. Kiedy wieczorem nudzą się w swoim pokoju, nagle obrywa się sufit i do środka wpada deszcz, przemaczając je do suchej nitki. |                               |                  |
| 6 (81) | Daniel nie żyje               | 5 kwietnia 2008  |
| Frania dowiaduje się od Konrada o wizycie u Skalskich bogatej babki Maksa, Matyldy. Maks, bojąc się ewentualnej kompromitacji ze strony Frani, proponuje jej wolny weekend. Urażona niania wymusza na nim zmianę decyzji. Frania dowiaduje się od swojej matki, że umarł jej były narzeczony, Daniel Jarosiński. Panna Maj wybiera się na pogrzeb, gdzie spotyka wdowę i poznaje Roberta – geja, który opowiada jej historię swojego szczęśliwego, lecz niezalegalizowanego związku zakończonego śmiercią partnera. To skłania ją do przemyślenia relacji z Maksem. Udaje się po radę do matki, ale nie znajduje u niej oczekiwanego zrozumienia. Postanawia definitywnie rozmówić się z Maksem. Gwałtowna dyskusja kończy się rzuceniem posady niani i odejściem z domu Skalskich. Frania rozpoczyna nową pracę w dziale perfumeryjnym centrum handlowego. Konrad i dzieci nakłaniają Maksa do złożenia Frani wizyty i sprowadzenia jej z powrotem. |                               |                  |
| 7 (82) | Przystojny kuzyn              | 12 kwietnia 2008 |
| Frania po raz kolejny zostaje świadkową na ślubie kogoś ze swojej rodziny. Załamana, spędza z Jolką wieczór w barze dla singli, gdzie spotykają Karolinę. W klubie Frania poznaje Bartka, przystojnego laryngologa, który zabiera ją na randkę, wywołując tym zazdrość Maksa. Spędzają miły wieczór zakończony namiętnym pocałunkiem (i to nie jednym!) na ganku Skalskich. Frania wyobraża sobie, że jest Alexis z serialu „Dynastia”, a Bartek to jej mąż. Pojawiają się Krystle i Blake (Karolina i Maks) i dochodzi do bójki między damami. Panna Maj postanawia, że wyjdzie za mąż za Bartka. |                               |                  |
| 8 (83) | Piąte koło u wozu             | 19 kwietnia 2008 |
| Po wizycie u psychoterapeuty Frania dochodzi do wniosku, że mężczyźni to w życiu zbędny balast. W ramach feministycznego protestu Niania, Karolina i Jolka idą do męskiego klubu. Zaplanowany babski wieczór okazuje się podwójną randką. Tylko biedna Frania zostaje sama... |                               |                  |
| 9 (84) | Na mój nos                    | 26 kwietnia 2008 |
| Maks wraca do domu po imprezie odprowadzany przez młodą, atrakcyjną modelkę Patrycję, która próbuje go poderwać. Frania przyłapuje ich na pocałunku i robi Maksowi „małżeńską” awanturę. Doktor Młynarski tłumaczy jej, że Maks jest jej szefem, nie mężem. Frania podziwia Młynarskiego za jego mądrość, widzi go jednak przypadkiem w kinie dłubiącego w nosie. Jest zdegustowana i zwierza się Teresie. Ta mówi o wszystkim Maksowi, który, błędnie interpretując wydarzenia, myśli, że doktor obmacywał Franię. Skalski interweniuje u psychoterapeuty i okazuje się, że wyszedł na głupka. Teraz on robi Frani „małżeńską” awanturę. Karolinę rzuca narzeczony, więc prosi Konrada, żeby towarzyszył jej na rozdaniu nagród filmowych. Chce mu zapłacić, ale Konrad nie przyjmuje pieniędzy. Okazuje się, że dla obojga był to bardzo miły wieczór. |                               |                  |
| 10 (85) | Napad na bank                 | 3 maja 2008      |
| Maks daje Frani na walentynki kartkę z głupim dowcipem. Teresa skarży się Frani, że babcia Apolonia znalazła sobie młodszego, 60-letniego faceta i chce za niego wyjść. Babcia z godnością odpiera ataki. Obrażona na Maksa Frania jedzie z matką do banku. Tam są świadkami napadu i, wraz z innymi klientami, zostają wzięte jako zakładniczki przez uzbrojonego bandytę. Apolonia przekazuje wszystkim informację, którą usłyszała w telewizji – w banku był napad i Frania z matką są zakładniczkami. Maks i Konrad śpieszą na pomoc. W banku Frania i Teresa bez przerwy gadają, co denerwuje nawet innych zakładników. Niania zagaduje bandytę, który opowiada jej o swoim smutnym życiu z gnębiącą go matką. Tymczasem pod bankiem zbiera się tłum gapiów, wśród nich są Maks z Konradem. Frania przekazuje policji żądania złodzieja, a ten w jej imieniu rozmawia z Maksem, na którego Frania jest obrażona. Policja podstawia bandziorowi limuzynę, której żądał. Teresa oferuje się, że pojedzie z nim, ale bandyta chce wziąć je obie jako zakładniczki. |                               |                  |
| 11 (86) | Wszy-stko zostaje w rodzinie  | 10 maja 2008     |
| Zuzia przynosi ze szkoły wszy. Zaatakowani zostają wszyscy prócz Maksa. Niania kupuje w przebraniu szampon usuwający wszy, lecz i tak najada się wstydu. Panna Maj znajduje notatki Konrada, które wyglądają, jakby planował morderstwo. Jolka podejrzewa Konrada o skłonności psychopatyczne, a Frania uświadamia sobie, że nic o nim nie wie! Dziewczyny włamują się do pokoju Konrada, gdzie niania odkrywa straszną prawdę: garderoba kamerdynera jest dwa razy większa od jej własnej! Kiedy wizyta w pokoju Konrada wychodzi na jaw, na nianię pada blady strach. Przerażona biegnie do Maksa, po drodze rozgrywając rozmowę w konwencji czarno-białego kryminału z lat 40. Maks zabiera dzieci na kolację i Frania zostaje sama w domu z Konradem. Przekonana, że kamerdyner zaraz ją zamorduje, rzuca się do ucieczki. |                               |                  |
| 12 (87) | Niania i przystojny producent | 17 maja 2008     |
| Maks dostaje Telekamerę za najlepszy serial. Udziela wywiadu dziennikarzom, którzy przy okazji dowiadują się, że w domu Maksa mieszka atrakcyjna niania Frania. Andrzej, dziennikarz tabloidu, publikuje zmyśloną historię o romansie Frani i Maksa, rzekomo trwającym już w trakcie jego małżeństwa. Małgosia czyta artykuł i ma pretensje do ojca i Frani. Skalski i Frania interweniują w redakcji tabloidu, ale dziennikarz nie przejmuje się ich wymówkami, twierdząc, że numer z artykułem o ich romansie bardzo słabo się sprzedał. To popycha Maksa i Franię do zademonstrowania namiętnego pocałunku. Konrad czuje się niedoceniony, bo Maks nie zaprosił go na imprezę z okazji otrzymania nagrody. Postanawia pójść na psychoterapię. |                               |                  |
| 13 (88) | Piłkarski pech                | 24 maja 2008     |
| Frania spotyka w barze znanego piłkarza Michała Jurskiego, kapitana halowej reprezentacji Polski. Jurski okazuje się obsesyjnie przesądny i umawia się z Franią, ponieważ twierdzi, że ta przynosi mu szczęście. Frania uważa go za dziwaka i chce się z nim rozstać. Maks, któremu Jurski załatwiał świetnie miejsca na swoich meczach, wścieka się na Franię i rozpacza po kończącej się znajomości z idolem. Frania postanawia jeszcze nie zostawiać piłkarza i zabiera męską część rodziny Skalskich na mecz. Kiedy Jurski zaczyna przegrywać, zrywa z Franią i publicznie oskarża ją o przynoszenie drużynie pecha. Frania zostaje napiętnowana. Maks postanawia jej pomóc i poprosić swojego idola, by odwołał oskarżenie. Zamiast tego idzie z nim na piwo i poznaje Wojtka Brzozowskiego – kolejną sportową gwiazdę. Frania postanawia wziąć sprawy w swoje ręce i zakrada się do szatni byłego narzeczonego, atakując go serią złych amuletów. |                               |                  |
| 14 (89) | Muza potrzebna od zaraz       | 31 maja 2008     |
| Małgosia pokazuje Frani teledysk swojej ulubionej piosenkarki Nikoli. Frania jest pod wrażeniem artystki i postanawia zostać autorką tekstów. Gdy Maks powątpiewa w jej szanse na karierę, Frania postanawia osobiście przekonać Nikolę do swojego talentu i zrobić wielką karierę w przemyśle muzycznym. Frania z Jolką czekają na Nikolę przed klubem, w którym występuje artystka. Gdy Nikola wychodzi z klubu, Frania i Jolka wskakują do taksówki, w której spotykają Marzenę Rogalską i gonią limuzynę piosenkarki aż do jej hotelu. W przebraniu pokojówek wchodzą do pokoju hotelowego Nikoli. Artystka jest zrozpaczona – czuje się wypalona i chce szukać natchnienia wśród „prawdziwych ludzi z problemami”. Frania zaprasza Nikolę do domu Skalskich, gdzie prezentuje jej napisany przez siebie tekst. |                               |                  |
| 15 (90) | Powtórka z Paryża             | 7 czerwca 2008   |
| Maks wyjeżdża do Paryża na koncert zespołu Kombii. Chce namówić muzyków na gościnny występ w swoim serialu. Idąc za namową Jolki, Frania jedzie do Paryża za Maksem – ma nadzieję, że uda jej się odtworzyć romantyczną atmosferę ich poprzedniego pobytu w stolicy Francji i że Maks w końcu wyzna jej miłość. Skalski początkowo nie jest zachwycony obecnością Frani, ale w końcu pozwala się namówić na spacer po Paryżu. Przechadzają się po paryskich bulwarach, płyną stateczkiem po Sekwanie, wjeżdżają na wieżę Eiffla, wieczorem oklaskują koncert zespołu Kombii. Maks jest rozczarowany, bo lider zespołu Kombii, Grzegorz Skawiński nie podejmuje jednoznacznej decyzji w sprawie roli w serialu. Po powrocie do pokoju hotelowego Maks od progu zasypuje Franię pocałunkami i mówi, że traktuje ją poważnie i nie chce zepsuć tego, co może ich połączyć. W pewnym momencie dzwoni telefon. Okazuje się, że Konrad miał atak serca i trafił do szpitala.                                                                                               |                               |                  |

### Seria siódma
| 1 (91) | Mama wyjeżdża       | 6 września 2008      |
| Teresa wpłaca zaliczkę na dom emeryta w Sopocie. Frani wydaje się, że cieszy ją, że matka się wyprowadza. Nie może jednak spać. Maks wysyła ją do doktora Młynarskiego, który stwierdza, że Frania ma problem z odcięciem pępowiny. Frania początkowo zaprzecza, ale w końcu zdaje sobie sprawę, że nie zniesie rozłąki z matką. Aby ją pocieszyć, Maks namawia ją, żeby wyobraziła sobie choć jedną dobrą rzecz, która może z tej wyprowadzki wyniknąć. Frania wyobraża sobie intymną sytuację z Maksem, której w końcu nie będzie w stanie zakłócić Teresa. W Sopocie, do którego jadą na konkurs Miss 2008, odkrywają jednak, że przyszły dom Teresy w ogóle nie istnieje, deweloper jest oszustem. Teraz dla odmiany Frania jest zrozpaczona, że matka jednak się nie wyprowadzi, tym bardziej że znowu zepsuła „sam na sam” Frani i Maksa. |                     |                      |
| 2 (92) | Niania robi karierę | 13 września 2008     |
| Co ma wspólnego Niania z serialem „Na Wspólnej”? Czy Frania Maj nadaje się na aktorkę i czy aktorka filmowa może zostać dobrą Nianią? Tego dowiecie się z sobotniego odcinka przygód panny Maj. Poznanie Roksanę, w którą wcieli się Joanna Liszowska, zobaczycie swoich ulubionych aktorów z „Na Wspólnej” i... poznacie przezabawnych producentów filmowych, łudząco podobnych do... „Ani Mru Mru”. Jednym słowem „Niania zrobi karierę”, tylko... jak poradzą sobie Skalscy, a w szczególności Skalski, bez Niani..? |                     |                      |
| 3 (93) | Czas na zmiany      | 20 września 2008     |
| Jak zmusić mężczyznę do miłosnego wyznania? Takie pytanie już od dawna chodzi po głowie Frani Maj. Tymczasem, Maks zamiast prosić Nianię o rękę, prosi ją o urządzenie kuchni! Teresa uważa, że Maks musi kochać Franię, skoro powierzył jej „serce swojego domu”. Niania nie jest tego taka pewna i postanawia użyć magicznych mocy, by wreszcie usłyszeć od niego... Aby zrealizować swój plan Frania prosi o pomoc kuzynkę Stefkę i szykuje kuchenny podstęp... |                     |                      |
| 4 (94) | Pierwsza randka     | 27 września 2008     |
| Maks Skalski, jak sam twierdzi, zamierza poważnie podejść do związku z Franią i zaprasza ją na pierwszą prawdziwą randkę. Ma to być premiera filmu o znanej artystce i elegancka kolacja w jej towarzystwie. Maks chce przy okazji zaprosić gwiazdę do udziału w swoim nowym programie telewizyjnym. Frania zapewnia, że nie skompromituje Maksa w eleganckim świecie. Karolina zazdrości niani takiego wyróżnienia i zwierza się ze swoich żalów Konradowi, który radzi jej, żeby bardziej zainteresowała się dziećmi Maksa, jeśli chce liczyć na jego względy. Złośliwie wmawia jej, że w domu Skalskich jest czworo, nie troje dzieci. Frania chwali się przed domownikami randką i kolacją z gwiazdą. Opowiada, że spotkała artystkę na wakacjach nad morzem i krzyczała do niej z daleka, kiedy grała w tenisa. Karolina wierzy w istnienie czwartego dziecka Maksa i, za radą Konrada, wykazuje się nadgorliwością w opiece nad młodymi Skalskimi. Wszyscy jadą na premierę filmu o artystce, gdzie okazuje się, że ta zapamiętała jak najgorzej spotkanie z Franią nad morzem i jest na nią wściekła. Żeby uratować sytuację, niania wpada na kolejny „dobry pomysł”, z czego powstaje jeszcze większe zamieszanie. Kompromitacja Maksa przed artystką jest nieunikniona... |                     |                      |
| 5 (95) | Frania razy dwa     | 4 października 2008  |
| Do domu Skalskich przyjeżdża agentka zespołu Feel, w którego teledysku ma statystować Adam. Klip ma być zresztą kręcony w posiadłości Skalskich. Okazuje się, że agentką zespołu jest Ksenia Nowik, dawna znajoma Maksa. O dziwo, kobieta jest łudząco podobna z twarzy do Frani, choć różnią je maniery i styl. Maks jest zachwycony spotkaniem i spędza z Ksenią coraz więcej czasu, z czym ani Frania, ani zazdrosna Karolina nie mogą się pogodzić. Gdy do domu Skalskich zaczynają zjeżdżać pierwsi muzycy grający w teledysku, Frania i Teresa wcielają w życie swój plan: Teresa zamyka Ksenię w pokoju, a w jej rolę wciela się Frania i wychodzi do gości... |                     |                      |
| 6 (96) | Konrad na zakręcie  | 11 października 2008 |
| Maks po raz kolejny przyłapuje Konrada na podsłuchiwaniu jego rozmów. Grozi mu, aby ten przestał węszyć po domu, bo inaczej będzie zmuszony wyrzucić go z pracy. Frania i Karolina wciąż spierają się, która z nich lepiej pasowałaby na matkę dzieci Maksa. Frania proponuje Supernianię, jako super autorytet i właściwego arbitra, który mógłby rozstrzygnąć ich spór o Maksymiliana. Po telefonie Frani Superniania przystaje na jej propozycję. Przy okazji chce zaprezentować Maksymilianowi swój pomysł na nowy program. Aby kupić jakąś odpowiednią kreację na te zawody Frania fałszuje dane potrzebne do wydania nowej karty kredytowej. Zawyża swoje zarobki. Na ten formularz natyka się wszędobylski Konrad, na którym wpisana kwota zarobków robi piorunujące wrażenie. Udaje się do Maksa i domaga podwyżki. Po kłótni, która się wywiązuje między nimi, Konrad rezygnuje z pracy. Karolina szybko znajduje dla niego zastępstwo. Sprowadza chłodnego i nieprzekupnego Jana. Frania odwiedza Konrada u Janiny, u której aktualnie pracuje. Okazuje się, że żyje on tam bardzo dobrze i z przyjemnością wykonuje wszelkie zachcianki swojej nowej przełożonej. Tym bardziej, że większość ma podłoże erotyczne... Superniania w końcu pojawia się w domu Skalskiego, aby rozstrzygnąć spór. Do domu wpada wystraszony Konrad, którego goni Janina. Maksymilian zastaje w salonie totalny chaos. Z miejsca wyrzuca Jana, przyjmuje z powrotem Konrada. Kiedy dowiaduje się jaki jest cel wizyty Superniani, jest zażenowany pomysłem Frani i Karoliny. |                     |                      |
| 7 (97) | Zoya, córka Frani   | 18 października 2008 |
| Do Warszawy przyjeżdża Zoya, Nigeryjka, którą Frania i Jolka zaopiekowały się w ramach akcji adopcja na odległość. Zoya mówi świetnie po polsku, ponieważ uczyła się w szkole, prowadzonej przez zakonnice z polskiej misji charytatywnej. Frania jest zachwycona dziewczyną, pożycza jej swoje ubrania i godzi się, aby ta poszła na imprezę razem z Małgosią. Jolka jest coraz bardziej zazdrosna o zażyłość, jaka łączy Franię i Zoyę. Ostatecznie Frania i Jolka idą do psychologa na spotkanie w ramach terapii małżeńskiej. Sesja kończy się jednak wielką kłótnią. Tymczasem Zoya postanawia zrobić wszystko, by już na zawsze zostać w domu Skalskich... |                     |                      |
| 8 (98) | Pogoda na maj       | 25 października 2008 |
| Zaręczona Apolonia przedstawia Teresie i Frani swojego narzeczonego – jest nim Pan Czesław, były wojskowy, z zamiłowania muzyk. Teresa nie jest nim zachwycona. Frania, zdesperowana długim oczekiwaniem na oświadczyny Maksa, postanawia zrobić karierę zawodową i zostać telewizyjną prezenterką pogody. Maks przekonuje ją, że się do tego nie nadaje. Niespodziewanie okazuje się, że siostrzeniec pana Czesława jest znanym telewizyjnym prezenterem. Frania zamierza wykorzystać tę szansę, żeby dostać się na antenę. Interes w nowej znajomości Apolonii zaczyna widzieć również Teresa. Maks obawia się, że kiedy Frania dostanie posadę w telewizji, odejdzie od niego i jego dzieci. Próbuje grać na jej sentymentach, wykorzystując do tego Zuzię. Frania idzie na próbę nagraniową do telewizji, która nie wypada najlepiej. |                     |                      |
| 9 (99) | Edukacja Frani      | 8 listopada 2008     |
| Małgosia wraca ze szkoły wyraźnie zauroczona swoim nauczycielem – Kasandrem Tarockim. Maks zwraca na to uwagę i zleca Frani zbadanie tego problemu. Frania razem z babcią Apolonią udają się do szkoły. Tarocki jest pod wielkim wrażeniem Frani, która także nie jest wobec niego obojętna. Frania tradycyjnie zaniża swój wiek. Tarocki zaprasza ją na kolację. Frania wraca do domu i prosi Małgosię, aby ta pozwoliła jej na tę randkę. Po żałosnych błaganiach Frani, Małgosia w końcu się zgadza. Niania udaje się do apartamentu Tarockiego. Randka układa się znakomicie. Kasander jest bardzo romantyczny i życzliwy. Frania zostaje na noc. W międzyczasie Maksymilian Skalski nie może zasnąć, bo jest zazdrosny o ukochaną. Frania jest bardzo zadowolona ze swojego nowego związku. Niespodziewanie jednak Kasander zrywa z nią, bo jego psychlog sugeruje mu związać się z kimś starszym niż 28-latką. Frania jest załamana. Następnego dnia Kasander niespodziewanie pojawia się w domu Skalskiego. Frania ma nadzieję, że przyszedł ją przeprosić. Jak się jednak okazuje przystojny nauczyciel ma inne plany. |                     |                      |
| 10 (100) | Miłość aż po Hel    | 15 listopada 2008    |
| Frania i Konrad chcą jednocześnie prosić Maksa o wolny weekend. Frania ma zlot rodziny na Helu, a Konrad chce jechać na Mazury z kolegami z Klubu Kamerdynerów. Frania oczarowuje Maksa kobiecym wdziękiem i stawia na swoim. Konrad jest wściekły i chce się na niej odegrać. Zawiera w tym celu sojusz ze swoim dotychczasowym wrogiem nr 1 – Karoliną, który jednak nie trwa długo. Wkrótce Konrad zrywa rozejm z Karoliną i namawia Franię, żeby zabrała Maksa na rejs statkiem po Zatoce Gdańskiej, który działa na ludzi w magiczny sposób – wyzwala płomienne uczucia. Frani bardzo podoba się pomysł kamerdynera i już widzi oczami wyobraźni jak Maks prosi ją o rękę. Cała rodzina Skalskich udaje się wspólnie z Franią na zlot jej rodziny. Rejs na Hel statkiem wycieczkowym rozwija się obiecująco, ale wszystko zakłóci nagła burza. Maks ulega wypadkowi i traci pamięć. Wydaje mu się, że jest kamerdynerem, sprząta w domu i gotuje, a Konrad nie wyprowadza go z błędu. Frania nie przestaje myśleć o zaręczynach i chce wykorzystać amnezję swojego szefa by skonsumować ich związek. |                     |                      |
| 11 (101) | Fałszywy pieprzyk   | 22 listopada 2008    |
| Frania przebiera się za ogrodnika, aby poznać aktorkę Ewelinę Lang, która gra w najnowszym filmie Maksa. Niechcący oblewa Ewelinę wodą i odkrywa, że jej słynny pieprzyk na policzku jest fałszywy – można go zmyć wodą. Frania obiecuje Maksowi, że nikomu o tym nie powie. Mówi jedynie swojej matce, a ich rozmowę przypadkiem podsłuchuje dziennikarka prowadząca plotkarski program w telewizji. Ogłasza ona nowinę o fałszywym pieprzyku na wizji, wspominając, że informacja pochodzi od niani Skalskiego. Ewelina jest zdruzgotana, wycofuje się z filmu Maksa. Maks mówi Frani, że nigdy nie będą mogli być prawdziwą parą, bo nie może jej ufać. Frania jednak znajduje wyjście z sytuacji, które całkiem podoba się aktorce. Jej pomysł zostaje stłumiony w zarodku i przechwycony przez inną firmę, ponieważ tym razem Maks nie dotrzymał tajemnicy. Rachunek między Skalskim, a Franią został wyrównany. Niania jest załamana. Aby ją pocieszyć Maks decyduje się na bardzo odważny krok, ale spotyka się z odrzuceniem. |                     |                      |
| 12 (102) | Mów mi Franiu       | 29 listopada 2008    |
| Frania chce zabrać ojca na mecz z okazji jego urodzin, ale zamiast niego przychodzi Teresa. Tłumaczy jej, że ojciec nie chciał przyjść, bo wiedział, że bilety są prezentem od Maksa. A on nie aprobuje związku córki. Frania zaczyna analizować swoje relacje z ojcem i psychiatra mówi jej, że od zawsze pociągali ją mężczyźni, którzy trzymali ją na dystans tak jak jej ojciec. Na dodatek Teresa uświadamia córkę, że chcąc zmienić swoje życie, musi najpierw sama przejść przemianę. Frania postanawia wyprowadzić się od Maksa. Ten chce ją zatrzymać i po raz pierwszy mówi do niej po imieniu. |                     |                      |
| 13 (103) | Pechowa wysypka     | 6 grudnia 2008       |
| Co powinna zrobić beznadziejnie zakochana w swoim pracodawcy Frania Maj, mając w garści dwa bilety na koncert Tomka Makowieckiego? Nie czekać na jego pierwszy ruch i wziąć sprawy w swoje ręce! Panna Maj zaprosi Maksa na randkę, ale czy spotkają się na koncercie? |                     |                      |
| 14 (104) | Niania u sułtana    | 13 grudnia 2008      |
| Wszystko zacznie się od zaproszenia, jakie Zuzia otrzyma od kolegi z klasy. Mahmud wraz z rodziną zapraszają Skalskich nad Morze Czerwone. Frania mimo wielu wątpliwości wreszcie postanawia skorzystać z propozycji. Wyjeżdża wraz z Zuzią do Dalekiego Kraju, gdzie czeka na nią miejsce w haremie... |                     |                      |
| 15 (105) | Zaręczyny           | 20 grudnia 2008      |
| Maks po raz kolejny wyznaje Frani miłość. Zakochani nie szczędzą sobie nawzajem czułości, a cała rodzina jest już tym zmęczona. Dla Karoliny rozkwit uczuć Maksa do Frani to bolesny cios. Konrad dobija ją jeszcze swoimi złośliwymi docinkami. Mimo wszystko, Karolina nie wierzy, że miłosne deklaracje Maksa będą miały jakiś praktyczny skutek. Próbuje wybić Frani z głowy wizję małżeństwa. Frania obawia się, że Maks będzie zwlekał z zaręczynami, tak samo jak zwlekał z wyznaniem uczuć. Prześladują ją koszmarne wizje późnej starości w niezmienionym stanie cywilnym. Maks kupuje dla Frani pierścionek zaręczynowy, pokazuje go Konradowi i zobowiązuje go do zachowania tajemnicy. Konrad zdradza sekret Frani, a ta rodzinie i znajomym. Maks zaprasza wszystkich na kolację; Frania uprzedza ich, że mają udawać zaskoczenie, kiedy Maks poprosi ją o rękę. Wszyscy czekają w domu, aż Maks wróci z pracy i pojadą na zaręczynową kolację. Ale Maks się spóźnia – zatrzymują go sprawy w telewizji. A kiedy wychodzi po zmroku, napadają na niego bandyci. Zaniepokojona Frania jedzie do telewizji, aby odszukać ukochanego mężczyznę. Cała rodzina Majów czeka na wieści od Frani i na zapowiadaną zaręczynową kolację... |                     |                      |

### Seria ósma
| 1 (106) | Pierścionek zaręczynowy       | 7 marca 2009     |
| Maks postanawia kupić Frani prawdziwy pierścionek zaręczynowy. Chce zastąpić nim uchwyt od puszki, którym posłużył się przy zaręczynach. Teresa i Frania namawiają Skalskiego, by skorzystał z usług wujka Staszka – właściciela podejrzanego sklepiku złotniczego. Na szczęście Maks, po zapoznaniu się z rekomendowaną ofertą, decyduje się wyłącznie na dorobienie dodatkowego kompletu kluczy. Biżuterię postanawia kupić u prawdziwego jubilera. Frania i Maks, już oficjalnie zaręczeni, otrzymują zaproszenie na wieczorek towarzyski. Na miejscu okazuje się, że bezpośredniość i bezpretensjonalność panny Maj staje się przedmiotem drwin i obmawiania za plecami. Frania czuje się niezręcznie i bardzo to przeżywa. Czarę goryczy przelewa fakt, że Maks, niczego się nie domyślając, zaprasza tych samych ludzi na przyjęcie do siebie. Frania, przerażona wizją imprezy, zaszywa się w parku – płacze i zajada smutki ogromnymi ilościami pieczonego kurczaka. Przysiada się do niej biedak, skuszony widokiem jedzenia. Frania częstuje go kurczakiem, opowiada o swoich smutkach i przy okazji zaprasza na przyjęcie, organizowane przez Maksa. To przyjęcie, pod wieloma względami, okaże się wielką niespodzianką! |                               |                  |
| 2 (107) | Praca ziomowa                 | 7 marca 2009     |
| Przygotowania do ślubu panny Maj i Skalskiego idą pełną parą. Frania, jak każda przyszła panna młoda, chce, żeby wszystko było idealne i dopięte na ostatni guzik. Dlatego postanawia wynająć specjalistę od organizacji uroczystości rodzinnych. Tymczasem Maks usiłuje wyprodukować film z muzyką hip-hopową, gdzie jedną z ważniejszych kwestii będzie właśnie muzyka rapowa. Wielkim problemem okazuje się jednak znalezienie obsady do takiego projektu. Frania – która odkąd przestała być nianią, cierpi na brak zajęcia – postanawia pomóc Maksowi. Dowiaduje się, że bratanek Czesława, narzeczonego Apolonii, ma wielki talent raperski. O swoim odkryciu szybko opowiada Maksowi i umawia go na spotkanie z Igorem – uznanym za mistrza hip-hopu. Maks jest pod wrażeniem zaangażowania swojej narzeczonej i nie może doczekać się wizyty hip-hopowego artysty. Na chwilę przed nią Frania dowiaduje się, że chłopak ma talent traperski, a nie raperski. I żaden z niego artysta, a zwykły chłopak... |                               |                  |
| 3 (108) | Spotkanie klasowe             | 14 marca 2009    |
| Komu najlepiej pochwalić się pierścionkiem zaręczynowym od słynnego producenta, jeśli nie koleżankom z liceum. Dlatego, Frania Maj postanowiła zorganizować spotkanie klasowe, ale okazuje się, że słowo „ślub” może mieć negatywne znaczenie… Po prawdziwym „praniu mózgu”, które na biednej Frani przeprowadzą dwie rozwódki – Dorota (Kasia Nosowska) i Natalia (Agnieszka Chylińska) w domu Skalskich rozpęda się prawdziwe piekło nieufności… |                               |                  |
| 4 (109) | Intercyza                     | 14 marca 2009    |
| Po etapie przedmałżeńskich kłótni o drobnostki Maks planuje podpisać intercyzę przedmałżeńską. Jak pewnie się domyślacie, między parą narzeczonych dochodzi do kolejnej kłótni. Świadkiem sprzeczki jest ekscentryczna fotografka (Jolanta Fraszyńska). Tymczasem Adaś po wypadku na rolkach trafia do szpitala… |                               |                  |
| 5 (110) | Zdenka                        | 21 marca 2009    |
| Podczas gdy przygotowania do ślubu idą pełną parą, Skalski otrzymuje wiadomość o śmierci swojego ojca. Frania stara się podtrzymać go na duchu, tym bardziej że po jednej zaskakującej wiadomości Maks otrzymuje kolejną! Okazuje się, że ojciec Maksa cały majątek przekazał tajemniczej Zdence… |                               |                  |
| 6 (111) | Świadek                       | 21 marca 2009    |
| Do Maksa przyjeżdża dobrze wam znany szalony Aleks Skalski. Frania nie jest zachwycona jego wizytą, gdyż przypomina jej o błędzie, który o mały włos popełniłaby rok temu. Obawia się, że Maks odkryje tajemnicę. Jej przeczucia sprawdziły się. Maks poznał historię krótkiej, aczkolwiek burzliwej miłości Aleksa i Frani podczas wieczoru kawalerskiego... |                               |                  |
| 7 (112) | Ślub, część pierwsza          | 28 marca 2009    |
| Do ślubu Frani i Maksa została już tylko doba. Przesądna panna Maj przenosi się do mamy, żeby Maks nie oglądał jej aż do chwili ceremonii. W przypadku Frani nie da się jednak uniknąć pechowych sytuacji. Wspólnie z Jolką i Teresą udają się aż za Warszawę na poszukiwania seksownego ślubnego dessous. W drodze powrotnej, na zupełnym odludziu, łapią gumę# Przerażona Frania nie przestaje myśleć o tym, że może nie zdążyć na własny ślub. Maks nigdy by jej tego nie wybaczył. Tymczasem Skalski przeżywa niezwykle spotkanie z duchem swojej zmarłej żony, Anny. Chwilę później dzwoni telefon – matka Jolki zawiadamia go, że auto jej córki znaleziono porzucone w lesie. Maks jest przerażony tym, że Frani mogło stać się coś złego... |                               |                  |
| 8 (113) | Ślub, część druga             | 28 marca 2009    |
| Frania i Maks spędzają ostatnią noc przed ślubem osobno – ona u matki, a on w domu. Teresa udziela córce matczynych rad na nową drogę życia. Maks z kolei denerwuje się czy podoła oczekiwaniom przyszłej małżonki. W dniu ślubu Frania jest potwornie zdenerwowana zbliżającą się uroczystością. Dodatkowo wytrąca ją z równowagi opowieść siostry Maksa o czekającym ją rozwodzie z mężem – kierowcą Jakubem. Frania nabiera pewności, że jej małżeństwo ze Skalskim również jest skazane na niepowodzenie ze względu na różnice klasowe. Załamana i roztrzęsiona, nie pojawia się przed ołtarzem. Maks bierze sprawy w swoje ręce i ratuje sytuację. |                               |                  |
| 9 (114) | Człowiek za burtą             | 4 kwietnia 2009  |
| Całe szczęście Frani i Maksowi udaje się ujść z życiem, po tym jak wypadli za burtę jachtu. Dopływają do brzegów bezludnej wyspy, gdzie próbują znaleźć schronienie. Obydwoje, choć przestraszeni dzikością natury, są przekonani, że niebawem nadejdzie jakaś pomoc. Do tego czasu muszą sobie jakoś poradzić bez wygód życia w mieście. Maks stara się okiełznać przyrodę, budując szałas. Frania potwornie narzeka na sytuację, w której się znalazła. W efekcie dochodzi między nimi do sprzeczki, która paradoksalnie tylko zaognia uczucie nowożeńców. Kiedy zaczynają się całować, coś gryzie Maksa i z minuty na minutę traci czucie w połowie ciała... |                               |                  |
| 10 (115) | Uciszanie Frani               | 4 kwietnia 2009  |
| Skalscy wybierają się na przyjęcie do bardzo znanego, obsypanego wieloma nagrodami, powieściopisarza – Hieronima Ziemiańskiego. Maks ma nadzieję, że ten mistrz pióra sprzeda mu prawa do sfilmowania swojej najnowszej powieści. Frania oczarowuje pisarza, który gotów jest podpisać ze Skalskim umowę. Chcąc jak najszybciej przekazać mężowi tę radosną nowinę, Frania wchodzi za nim do łazienki. Maks nie potrafi skorzystać z toalety w jej obecności. Niestety, gdy Frania próbuje wyjść z łazienki, urywa się klamka. Wdrapuje się na łazienkowe okno i spaceruje po parapecie. Wystarcza tylko chwila nieuwagi i Frania spada z parapetu na dół. Niestety okazuje się, że ląduje na Hieronimie, który przenosi się na tamten świat. Prawa do sfilmowania powieści wędrują do Kutysia. Nie ma jednak tego złego, co by na dobre nie wyszło. |                               |                  |
| 11 (116) | Na zawsze Niania              | 18 kwietnia 2009 |
| Adaś chce jechać z kolegami na weekend do Zakopanego. Maks kategorycznie mu tego zabrania. Adaś nakłania Franię, by wstawiła się za nim u ojca, ale i to nie przynosi oczekiwanych rezultatów. Adaś sugeruje Frani, że Maks nie traktuje jej na równi ze sobą i nie liczy się z jej zdaniem. Na koniec daje jej do zrozumienia, że w oczach jego ojca pozostanie zawsze tylko nianią. Frania, wierząc w to, udaje się po pomoc do swojej babci Apolonii. Ona i Teresa sugerują Frani, by ukarała męża, odmawiając mu sypialnianych uciech. Frania próbuje tej metody, ale sama nie wytrzymuje zbyt długo. Zaraz potem dochodzi do wniosku, że sama przestanie być nianią, jeśli w ich domu pojawi się nowa niania... |                               |                  |
| 12 (117) | Rodzice Anny                  | 18 kwietnia 2009 |
| Dom Skalskich mają odwiedzić dziadkowie Małgosi, Adasia i Zuzi – rodzice Anny, zmarłej żony Maksa. Skalski jest przejęty ich wizytą i chciałby, aby wypadła jak najlepiej. Niestety, to spotkanie staje się pasmem klęsk i niepowodzeń – Frania popełnia jedną niezręczność za drugą. Czara goryczy przelewa się, gdy dziadkowie dowiadują się, że nowa pani Skalska zamierza adoptować ich wnuki. Sprzeciwiają się temu i grożą, że w sądzie podważą jej kwalifikacje jako adopcyjnej matki. Frania załamuje się, gdyż podejrzewa, że dziadkowie wydobędą na światło dzienne różne jej „ciemne sprawki” i w ten sposób dowie się o nich Maks. A na takie ryzyko świeżo upieczona pani Skalska nie może sobie pozwolić... |                               |                  |
| 13 (118) | Chłopak Małgosi               | 25 kwietnia 2009 |
| Małgosia przedstawia rodzinie swego nowego chłopaka. To przystojny i dobrze zarabiającego model, a w dodatku syn wziętego chirurga plastycznego. Frania jest nim zachwycona. Maks natomiast ma pewne obiekcje i nie uważa go za dobrą partię dla swojej córki. Przy okazji zwraca również uwagę na to, że Frania jest zbyt liberalna w stosunku do wychowania dzieci. Wkrótce Małgosia potwierdza jego najgorsze obawy, wyprowadzając się do Michała. Frania ucieka przed wściekłym Maksem do mamy. Teresa radzi jej, że najpewniejszym sposobem, żeby skłonić Małgosię do powrotu, jest wzbudzić w niej poczucie winy. |                               |                  |
| 14 (119) | Przy nadziei                  | 25 kwietnia 2009 |
| Frania nakrywa Małgosię z Michałem w łóżku. Chwilę po niej pojawia się Maks i widzi ten sam obrazek. Jest wściekły i oskarża żonę, że to skutki jej nadmiernie liberalnej postawy wychowawczej. Sytuacja Frani pogarsza się jeszcze bardziej następnego dnia, gdy Małgosia informuje ją, że chyba jest w ciąży. Po wielu perypetiach robią Małgosi test ciążowy, który nie daje jednoznacznego wyniku. Sytuacja zaczyna nabierać coraz bardziej niebezpiecznych rozmiarów. Obie Skalskie decydują się na wizytę u ginekologa. Jaki będzie jej wynik? Pozytywny. Rodzina Skalskich powiększy się. Pozostaje jednak pytanie – za sprawą której z pań? |                               |                  |
| 15 (120) | Mama, jak to łatwo powiedzieć | 2 maja 2009      |
| Maks, nie wiedząc o ciąży Frani, mówi jej, że na razie nie chce mieć dzieci, ponieważ musi nacieszyć się swoją piękną żoną. Frania jest zrozpaczona i nie ma pojęcia, jak powiedzieć Maksowi, że zostanie ojcem. Teresa radzi jej, żeby przygotowała kolację przy świecach i w nastrojowych warunkach wyjawiła Maksowi swoją tajemnicę. Podczas romantycznego popołudnia, Frania opacznie krąży wokół tematu ciąży. Z czego wychodzi wyłącznie nieporozumienie, po którym zapłakana Skalska wybiega z sypialni. Idzie do parku i spotyka tam młodą matkę. Po rozmowie z nią, dochodzi do wniosku, że powinna spokojnie porozmawiać z Maksem. Niestety dostaje nagłych bólów i trafia do szpitala. Tymczasem Konrad stara się utrzymać wiadomość o ciąży Frani tylko dla siebie. Wskutek nieporozumienia wyjawia tę wiadomość Karolinie i jest zmuszony zostać jej niewolnikiem... Gościnnie: Kinga Rusin, Andrzej Zieliński, Marta Lipińska i Violetta Arlak |                               |                  |